# Communauté intentionnelle
 (décembre 2018).
Si vous disposez d'ouvrages ou d'articles de référence ou si vous connaissez des sites web de qualité traitant du thème abordé ici, merci de compléter l'article en donnant les références utiles à sa vérifiabilité et en les liant à la section « Notes et références ».

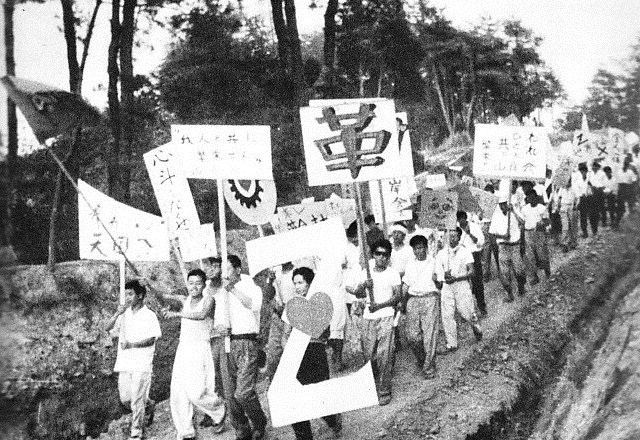
Une procession de membres de la communauté Yamagishi (en 1959).

Communauté intentionnelle est une notion en sociologie utilisée pour désigner un ensemble de personnes d'origines diverses ayant choisi de vivre ensemble en un lieu donné et sous une forme organisationnelle et architecturale définie. C'est l'intention qui distingue la communauté d'une autre.

## Définition
Importée de la socio-anthropologie anglo-saxonne, la notion a été critiquée pour sa relative imprécision et l'inadéquation, dans certains cas, de la catégorie « d'intention ». On a pu proposer de lui substituer dans certains cas le concept de communauté « vocationnelle ».
Au XXème siècle, selon l’historien Ronald Creagh, c’est en 1966 qu’apparait aux États-Unis le concept des communautés intentionnelles et que de jeunes adultes font le choix d’un mode de vie alternatif.
En 2019, le sociologue Michel Lallement classe les communautés intentionnelles des années 1960 « en trois catégories : libertaire, identitaire (sous la férule d’un leader charismatique) et sociétaire (apparentées à des petites sociétés). Elles s’imprègnent des valeurs pacifistes, du culte de la nature, des idéaux socialiste et anarchiste. Ces contre-cultures assimilent plus vite qu’ailleurs les revendications issues de mouvements féministes, antiracistes, environnementaux, ou encore de défense de la cause animale. Les communautés décrites expérimentent les principes d’égalité et de liberté concrètement, au jour le jour. »

## Types de communautés
On recense aujourd'hui au moins six formes de communautés intentionnelles définies :
- la communauté religieuse ou spirituelle (monastère, ashram, etc.) et ses variantes sécularisées (béguinage)
- la communauté de projet politique : communauté libertaire, kibboutz, etc.
- l'écovillage, habituellement rural (sinon, on parle d'écoquartier)
- la coopérative d'habitation (marché locatif, secteur semi-privé)
- le cohabitat
- l'habitat participatif en général
- certains sanctuaires antispécistes[4]

Les communautés intentionnelles regroupent souvent, bien que pas nécessairement, des gens partageant une préoccupation pour l'environnement et le développement durable.
On parle aussi de communautarisme de lieux de vie.

## Types d'architectures
Parfois qualifiées « d'alternatives », les formes de communautés intentionnelles présentent des aspects architecturaux, d'aménagement et d'organisation humaine qui les distinguent des formes d'habitation dites « conventionnelles », telles que :
- la maison unifamiliale en banlieue
- la maison de ville
- les duplex, triplex, etc.
- la copropriété divise ou indivise (condo, etc.)
- l'appartement (marché locatif, secteur privé)
- les HLM, OBNL ou OSBL, etc. (marché locatif, secteur public)

### Filmographie
- Vivre en Cohabitat. Reconstruire des villages en ville, 2007 - Réalisé sur base d'interviews dans 14 cohousings. 37 minutes + 25 min. d'extra conseils (anglais. Sous-titres en français, italien, espagnol, allemand, néerlandais)